# Médaille de la Bravoure (Royaume de Hongrie)
La médaille de la Bravoure (en hongrois : Magyar Vitézségi Érem) est une décoration militaire honorifique du Royaume de Hongrie (1920-1946).

## Histoire
Un décret du régent Miklós Horthy institue en 1939 une médaille militaire honorifique à son effigie pour courage au combat sur le modèle de l'ancienne médaille pour la Bravoure austro-hongroise. Décernée aux officiers et soldats pour leur bravoure, elle fut néanmoins attribuée dans quelques cas exceptionnels pour des mérites civils.
Le décret du 14 avril 1939 institue quatre classes : une d'or, une petite et une grande d'argent et une de bronze. Une quatrième classe, d'or pour les officiers, est créée le 12 septembre 1942. Les nommés à l'ordre de Vitéz devaient justifier au minimum d'une Médaille de bronze de la Bravoure pour être accepté.

## Description
La médaille fut créée par le sculpteur et médailliste Lajos Berán (en). Elle présente sur sa face un profil en relief du régent Miklós Horthy. En tenu d'amiral, on peut voir sur sa poitrine la croix de chevalier de l'ordre militaire de Marie-Thérèse et lire l'inscription VITÉZ. NAGYBÁNYAI. HORTHY. MIKLÓS. MAGYARORSZÁG. KORMÁNYZÓJA (Chevalier Nicolas Horthy de Nagybánya, Régent de Hongrie). Le revers de la médaille montre les armoiries de la Hongrie, avec la couronne de saint Étienne, sur fond de deux feuilles de laurier avec deux épées croisées, et l'inscription VITÉZSÉGÉRT (pour acte de Bravoure).

## Galerie

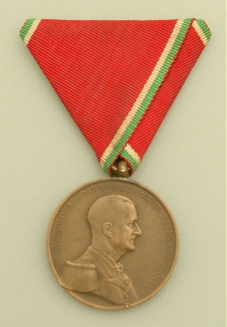
Médaille de bronze
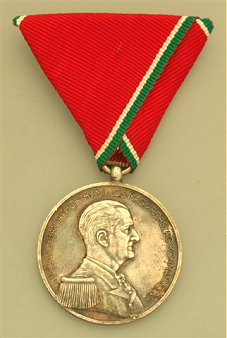
Petite médaille d'argent
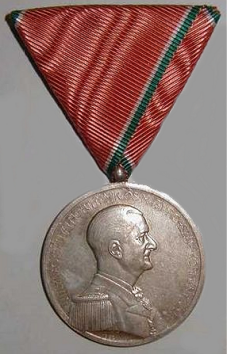
Grande médaille d'argent
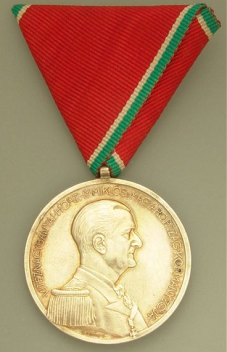
Médaille d'or
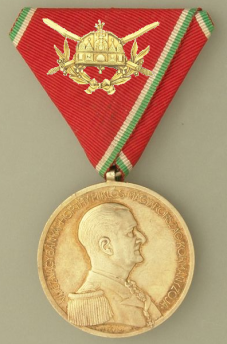
Médaille d'or pour officiers
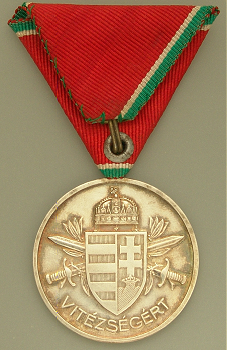
Médaille d'or pour officiers, revers

## Récipiendaires
- Le sergent István Szarka fut le 6 janvier 1939 le premier lauréat de la médaille d'or hongroise de la Bravoure.
- L'as allemand Hans-Ulrich Rudel fut le premier des quatre récipiendaires (allemands) étrangers (14 janvier 1945)[1].